# Pralesnička azurová
Pralesnička azurová (Dendrobates tinctorius f. azureus syn. Dendrobates azureus), známá také pod indiánským názvem okopipi, je malá, pestře zbarvená žába z čeledi pralesničkovitých.

## Popis
Pralesnička azurová dorůstá průměrně 3–4,5 cm a podobně jako ostatní prudce jedovaté žáby oplývá barvami. Je celá azurově modrá s množstvím černých skvrn. Samec i samice jsou zbarveny stejně, samec má však o něco větší terčíky a oproti samici je asi o 0,5 cm menší. Pulci jsou 10 mm velcí. Výrazně se podobá příbuzné pralesničce mnohobarvé (Dendrobates tinctorius), podle některých autorů se dokonce jedná o shodný druh.

## Etologie
Ve volné přírodě obývá tmavé vlhké lesy na severu Jižní Ameriky, zvláště pak skalnaté lokality v těsné blízkosti potoků. Loví mravence, brouky, mouchy, pavouky, termity, červy a housenky. Je silně územní a na nevítaného návštěvníka, který překročí hranice jeho teritoria, ihned útočí. Na rozdíl od většiny ostatních žab neklade snůšku obsahující 2–6 vajíček do vody, ale na zem, především do mechového porostu nebo mezi spadlé listy. Poté, co se pulci vylíhnou, je samec na svém hřbetě přenese do vody, kde zůstávají až do svého plného vyvinutí. Ve volné přírodě se dožívá průměrně 4–6 let, v zajetí až 12 let.

## Jed

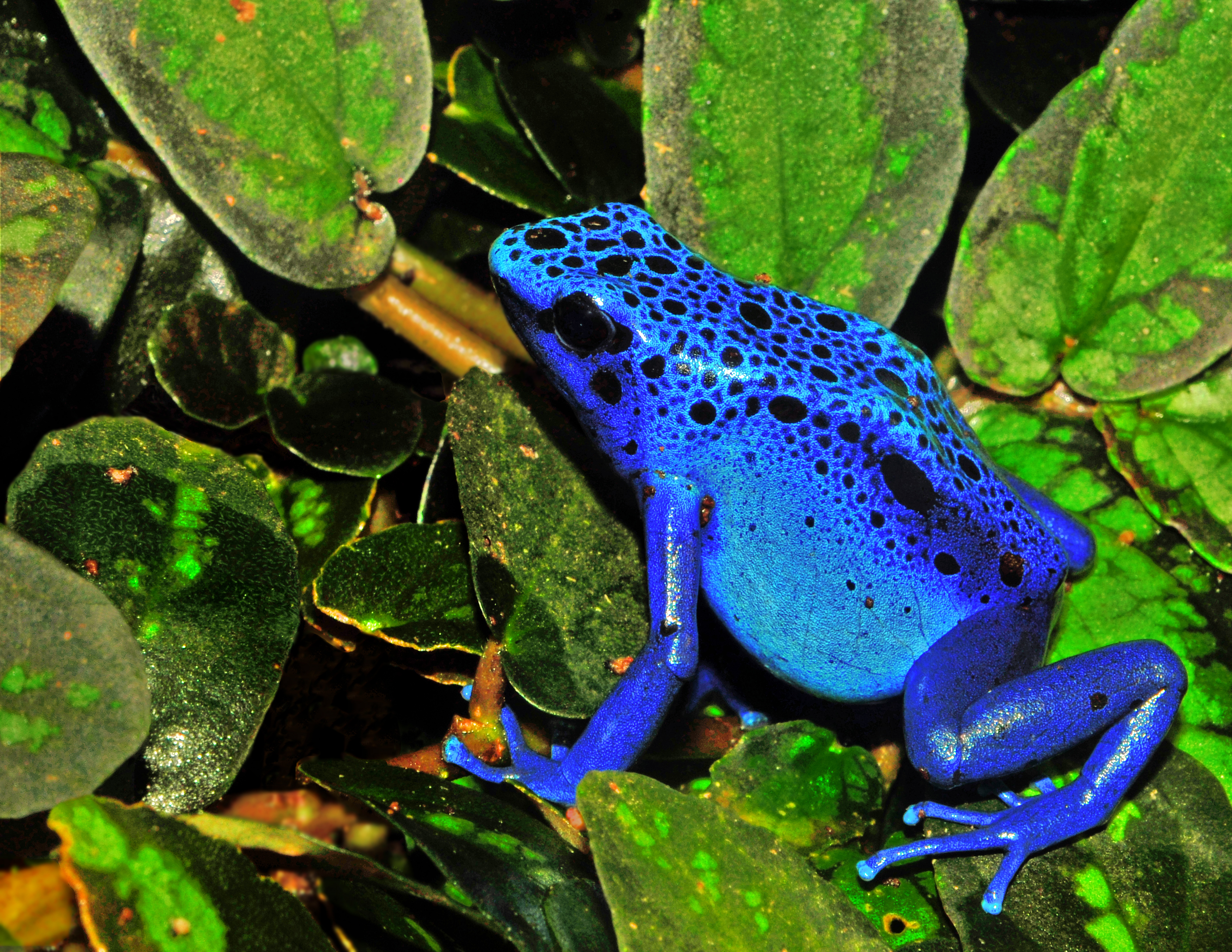
Pralesnička azurová

Stejně jako ostatní zástupci čeledi pralesničkovitých si i pralesnička azurová získala svou popularitu díky kožním sekretům plných vysoce účinných toxických látek, které se u ní vyvinuly z důvodu vyšší rezistentnosti mnoha predátorů (včetně hadů a pavouků) ke slabším jedům. Jed pralesniček je často označován dokonce jako nejúčinnější na světě – na jedno stříknutí je schopný usmrtit až 1500 lidí.
Ve skutečnosti si však tyto vysoce jedovaté látky nevyrábí žába sama, ale získává je díky jedovatým živočichům, které požírá. Díky této skutečnosti většinou žáby držené v zajetí jedovaté sekrety postrádají a tudíž nejsou pro člověka nijak výrazně nebezpečné.

## Chov
Dost rozsáhlý je v současné době i chov pralesniček azurových díky jejich nápadnému zbarvení, nenáročným podmínkám a poměrně snadnému rozmnožování. Při chovu je však třeba vzít na vědomí teplotu, v které ve volné přírodě přebývá, a její nesnášenlivost vůči jiným žábám. Měla by se chovat v páru a terárium, v kterém bude se žít, by mělo být dostatečně vlhké a porostlé a obsahovat velké kameny. Pozor však na větrání ubikace. Nesmí být v teráriu průvan, ale ani by nemělo být terárium bez cirkulace vzduchu. Mohlo by dojít k plísním, a v horším případě i k úmrtí žab. V zajetí se nejčastěji krmí drobným hmyzem, moučnými červy či chvostoskoky.
V Česku chovají pralesničku azurovou zoologické zahrady v Jihlavě, Ústí nad Labem, Plzni, Praze, Ostravě, Zlíně, Dvoře Králové nad Labem a Zájezdu.